# Jordens salt
Jordens salt (originaltitel: Salt of the Earth) är en amerikansk dramafilm från 1954 med manus av Michael Wilson, regi av Herbert J. Biberman och produktion av Paul Jarrico.
Filmen producerades av filmfolk från Hollywood som då hade svartlistats i USA av House Un-American Activities Committee (HUAC) på grund av sin vägran att i kongressen ange kommunister. En av frontfigurerna i denna kommunistjakt var Joseph McCarthy, som var senator i kongressen. Filmen bygger på en verklig händelse.
Inspelningsförhållandena var dramatiska. Producenterna ansågs vara kommunister som dessutom producerade en film om arbetsrätt och rättvisa med anglo-mexikanska skådespelare och statister, varav en del hade deltagit i den verkliga strejk som filmen inspirerades av. Filmen blev svartlistad på flertalet biografer i USA. Idag anses den vara en klassiker och en banbrytare inom filmen på flera sätt. Fotot och regin anses också hålla hög klass.

## Handling
Vid en stor zinkgruva i delstaten New Mexico arbetar männen i trakten. Förhållandena i gruvan är fruktansvärda så männen går i strejk, men kommer inte långt i sin kamp innan de känner sig övermannade och hotas av både polis och företagsledningen.
Nu träder kvinnorna fram och driver konflikten vidare på flera plan. Filmen anses av några vara en tidig film om feminism och arbetsrätt i USA. 

## Rollista i urval
- Rosaura Revueltas – Esperanza Quintero
- Juan Chacón – Ramon Quintero, Esperanzas man, gruvarbetare
- Will Geer – sheriffen
- David Wolfe – Barton, förmannen
- Mervin Williams – Hartwell
- Henrietta Williams – Teresa Vidal
- David Sarvis – Mr. Alexander, gruvledaren